# U-384 (tàu ngầm Đức)
U-384 là một tàu ngầm tấn công  Lớp Type VII thuộc phân lớp Type VIIC được Hải quân Đức Quốc Xã chế tạo trong Chiến tranh Thế giới thứ hai. Nhập biên chế năm 1942, nó chỉ thực hiện được hai chuyến tuần tra và đánh chìm được hai tàu buôn với tổng tải trọng 13.407 GRT. Trong chuyến tuần tra cuối cùng, U-384 bị một máy bay ném bom B-17 Flying Fortress của Không quân Hoàng gia Anh đánh chìm ngoài khơi Malin Head, Ireland vào ngày 19 tháng 3, 1943.

## Thiết kế và chế tạo

### Thiết kế

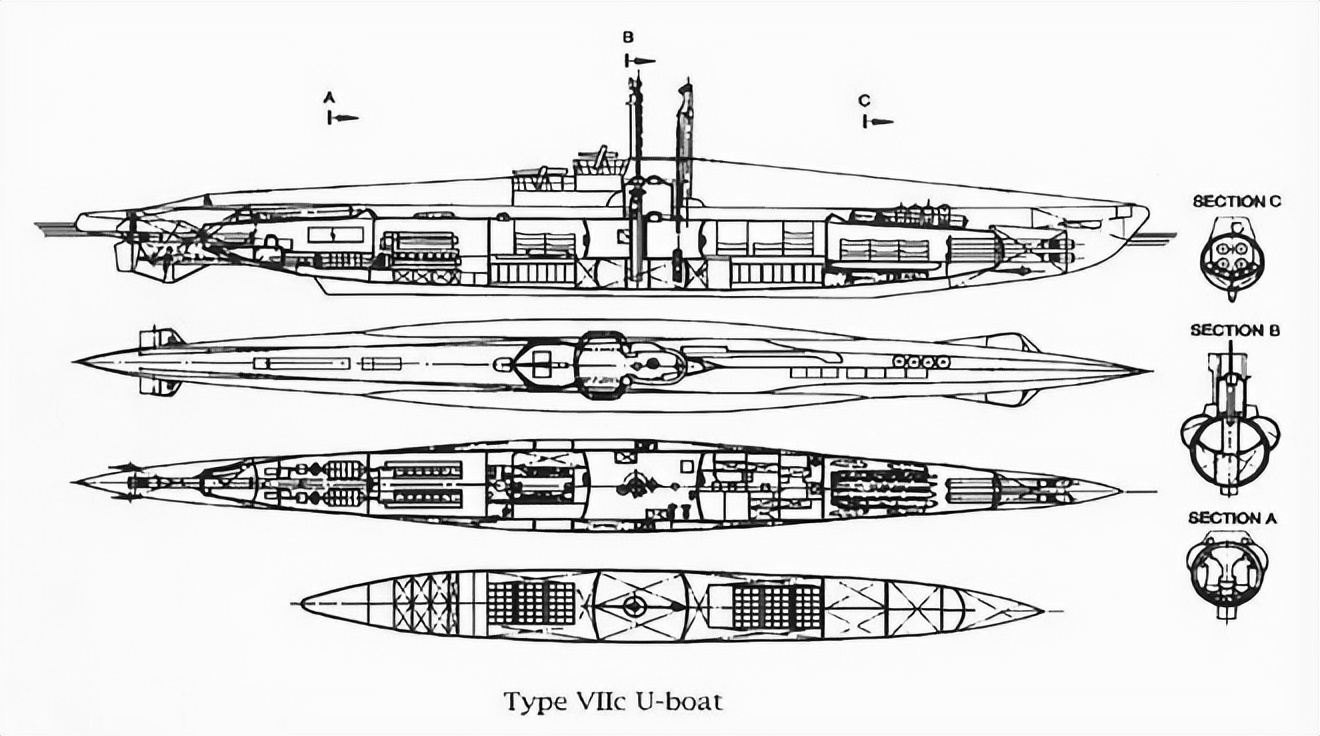
Sơ đồ các mặt cắt một tàu ngầm Type VIIC

Phân lớp VIIC của Tàu ngầm Type VII là một phiên bản VIIB được kéo dài thêm. Chúng có trọng lượng choán nước 769 t (757 tấn Anh) khi nổi và 871 t (857 tấn Anh) khi lặn). Con tàu có chiều dài chung 67,10 m (220 ft 2 in), lớp vỏ trong chịu áp lực dài 50,50 m (165 ft 8 in), mạn tàu rộng 6,20 m (20 ft 4 in), chiều cao 9,60 m (31 ft 6 in) và mớn nước 4,74 m (15 ft 7 in).
Chúng trang bị hai động cơ diesel Germaniawerft F46 siêu tăng áp 6-xy lanh 4 thì, tổng công suất 2.800–3.200 PS (2.100–2.400 kW; 2.800–3.200 bhp), dẫn động hai trục chân vịt đường kính 1,23 m (4,0 ft), cho phép đạt tốc độ tối đa 17,7 kn (32,8 km/h), và tầm hoạt động tối đa 8.500 nmi (15.700 km) khi đi tốc độ đường trường 10 kn (19 km/h). Khi đi ngầm dưới nước, chúng sử dụng hai động cơ/máy phát điện Garbe, Lahmeyer & Co. RP 137/c  tổng công suất 750 PS (550 kW; 740 shp). Tốc độ tối đa khi lặn là 7,6 kn (14,1 km/h), và tầm hoạt động 80 nmi (150 km) ở tốc độ 4 kn (7,4 km/h). Con tàu có khả năng lặn sâu đến 230 m (750 ft).
Vũ khí trang bị có năm ống phóng ngư lôi 53,3 cm (21 in), bao gồm bốn ống trước mũi và một ống phía đuôi, và mang theo tổng cộng 14 quả ngư lôi, hoặc tối đa 22 quả thủy lôi TMA, hoặc 33 quả TMB. Tàu ngầm Type VIIC bố trí một hải pháo 8,8 cm SK C/35 cùng một pháo phòng không 2 cm (0,79 in) trên boong tàu. Thủy thủ đoàn bao gồm 4 sĩ quan và 40-56 thủy thủ.

### Chế tạo
U-384 được đặt hàng vào ngày 15 tháng 8, 1940, và được đặt lườn tại xưởng tàu của hãng Howaldtswerke ở Kiel vào ngày 29 tháng 3, 1941. Nó được hạ thủy vào ngày 28 tháng 5, 1942, và nhập biên chế cùng Hải quân Đức Quốc Xã vào ngày 18 tháng 7, 1942 dưới quyền chỉ huy của Hạm trưởng, Trung úy Hải quân Hans-Achim von Rosenberg-Gruszcynski.

## Lịch sử hoạt động
Sau khi hoàn tất việc huấn luyện trong thành phần Chi hạm đội U-boat 5, U-384 được điều sang Chi hạm đội U-boat 3 từ ngày 1 tháng 1, 1943 để hoạt động trên tuyến đầu.

### Chuyến tuần tra thứ nhất
U-384 khởi hành từ Kiel vào ngày 12 tháng 12, 1942 cho chuyến tuần tra đầu tiên trong chiến tranh. Nó băng qua khe GIUK giữa Iceland và quần đảo Faroe để vòng qua quần đảo Anh và hoạt động trong vùng biển phía Tây Ireland (Khu vực Tiếp cận phía Tây). Tại đây vào ngày 9 tháng 1, 1943, nó đã phóng ngư lôi đánh chìm tàu buôn Hoa Kỳ Louise Lykes 6.155 GRT tại tọa độ 56°15′B 22°00′T / 56,25°B 22°T, khiến toàn bộ 85 người có mặt trên tàu đều thiệt mạng. U-384 kết thúc chuyến tuần tra và đi đến cảng La Pallice tại La Rochelle bên bờ Đại Tây Dương của Pháp đã bị Đức chiếm đóng, đến nơi vào ngày 3 tháng 2.

### Chuyến tuần tra thứ hai – Bị mất
U-384 xuất phát từ cảng La Pallice vào ngày 6 tháng 3 cho chuyến tuần tra thứ hai, cũng là chuyến cuối cùng, và hoạt động tại khu vực Trung tâm Đại Tây Dương. Vào ngày 17 tháng 3, lúc 14 giơ 05 phút, nó phóng ba quả ngư lôi tấn công Đoàn tàu HX-229 ở vị trí về phía Đông Bắc St. John's, Canada, đánh chìm được tàu buôn Anh Coracero 7.252 GRT tại tọa độ 51°04′B 33°20′T / 51,067°B 33,333°T; năm người trong tổng số 58 người có mặt trên tàu đã thiệt mạng.
Hai ngày sau đó, 19 tháng 3, chiếc tàu ngầm bị một máy bay ném bom B-17 Flying Fortress thuộc Liên đội 206 Không quân Hoàng gia Anh (RAF) thả mìn sâu đánh chìm ngoài khơi Malin Head, Ireland, tại tọa độ 54°18′B 26°15′T / 54,3°B 26,25°T; toàn bộ 47 thành viên thủy thủ đoàn của U-384 đều tử trận.
Trước đây một số nguồn cho rằng U-384 bị một thủy phi cơ Short Sunderland thuộc Liên đội 201 RAF đánh chìm vào ngày 20 tháng 3.  Vụ tấn công này thật ra nhắm vào tàu ngầm U-631, nhưng nó thoát được mà không bị hư hại.

### "Bầy sói" tham gia
U-384 từng tham gia ba bầy sói:
- Falke (28 tháng 12, 1942 – 19 tháng 1, 1943)
- Landsknecht (19 – 26 tháng 1, 1943)
- Stürmer (11 – 19 tháng 3, 1943)

### Tóm tắt chiến công
U-384 đã đánh chìm được hai tàu buôn tổng tải trọng 13.407 GRT:
| Ngày             | Tên tàu      | Quốc tịch      | Tải trọng | Số phận      |
| ---------------- | ------------ | -------------- | --------- | ------------ |
| 9 tháng 1, 1943  | Louise Lykes | United States  | 6.155     | Bị đánh chìm |
| 17 tháng 3, 1943 | Coracero     | United Kingdom | 7.252     | Bị đánh chìm |